# Fronte Patriottico Ruandese
Il Fronte Patriottico Ruandese (in francese Front Patriotique Rwandais, FPR) è un partito politico ruandese.
È guidato da Paul Kagame, presidente della Repubblica dal 2000.
Ebbe un importante ruolo nella fine del Genocidio ruandese, dopo aver deposto la maggioranza hutu al governo del Paese in seguito alla presa della capitale del Ruanda Kigali nel luglio 1994 nell'ambito della Guerra civile in Ruanda.

## Risultati elettorali
| Elezione                                                           | Voti      | %     | Seggi   |
| ------------------------------------------------------------------ | --------- | ----- | ------- |
| Parlamentari 2003                                                  | 2.774.661 | 73,78 | 33 / 80 |
| Parlamentari 2008                                                  | 3.655.956 | 78,76 | 36 / 80 |
| Parlamentari 2013                                                  |           | 76,22 | 37 / 80 |
| Parlamentari 2018                                                  | 4.926.366 | 73,95 | 36 / 80 |
| Parlamentari 2024                                                  | 6.126.433 | 68,83 | 37 / 80 |
| Risultati relativi alla Coalizione del Fronte Patriottico Ruandese |           |       |         |

| Elezione           | Candidato   | Voti      | %     | Esito     |
| ------------------ | ----------- | --------- | ----- | --------- |
| Presidenziali 2003 | Paul Kagame | 3.544.777 | 95,05 | ✔️ Eletto |
| Presidenziali 2010 | Paul Kagame | 4.638.560 | 93,08 | ✔️ Eletto |
| Presidenziali 2017 | Paul Kagame | 6.675.472 | 98,79 | ✔️ Eletto |
| Presidenziali 2024 | Paul Kagame | 8.822.794 | 99,18 | ✔️ Eletto |